# Katedra Świętego Franciszka Ksawerego w Bańskiej Bystrzycy
Katedra Świętego Franciszka Ksawerego (słow. Katedrála svätého Františka Xaverského, używana również nazwa Kapitulský kostol - Kościół kolegiacki) – kościół katolicki, mieszczący się przy Placu Narodowego Powstania Słowackiego w Bańskiej Bystrzycy, na Słowacji.
Został wybudowany przez jezuitów w dobie triumfu kontrreformacji na przełomie XVII i XVIII w. 
Pierwotnie w miejscu obecnego kościoła stały dwa gotyckie domy, które w XV w. zostały przebudowane i połączone. Powstały w ten sposób dom (tzw. z niemiecka "Oberhaus" - Górny dom, w odróżnieniu od dwóch innych wielkich domów po tej stronie Rynku zwanych "Mittelhaus" i "Unterhaus", czyli Średni Dom i Dolny Dom) należał do jednego z najznamienitszych i najbogatszych obywateli miasta, przedsiębiorcy górniczego Michaela Königsbergera. Ten pod koniec XV w. urządził w nim kaplicę pod wezwaniem św. Jana Chrzciciela. Na początku XVI w. reprezentacyjny budynek przeszedł na własność fuggerowsko-thurzonowskiej spółki górniczej Ungarischer Handel.
Pod koniec XVII w. obiekt znalazł się w rękach zakonu jezuitów. Skasowano wówczas ok. 2/3 budynku, a w 1695 r. na tym miejscu rozpoczęto budowę – według projektu ojca Johanna Häffelsa – nowego kościoła, wzorowanego w wielu szczegółach na rzymskim kościele jezuitów Il Gesú. Obok zaplanowano kolegium jezuickie. Podczas powstania Franciszka Rakoczego jezuici zostali z miasta wygnani, a budowa w latach 1701-1709 była wstrzymana. Kościół ukończono dopiero w 1715 r.
Z ustanowieniem w 1776 r. biskupstwa w Bańskiej Bystrzycy kościół stał się bazyliką katedralną. Surowa fasada zwieńczona parą kwadratowych wież bez hełmów powstała podczas rozbudowy świątyni w 1844 r. Dzisiejszy stan przyjęła po kolejnej przebudowie w 1880 r. Wystrój wnętrza pochodzi z I połowy XIX w.